# Liga LEB Oro 2018-19
La LEB Oro 2018-19 fue la 23.ª temporada de la segunda liga del baloncesto español. Comenzó el 5 de octubre de 2018 con la primera jornada de la liga regular y terminó el 2 de junio de 2019 con la final del playoff de ascenso, que enfrentó al segundo con el tercer clasificado, en la que consiguió el ascenso el RETAbet Bilbao Basket, tras haberlo hecho antes al acabar primero en la temporada regular el Real Betis.

## Cambios en la competición
El 2 de junio de 2018, la Asamblea General de la Federación Española de Baloncesto acordó algunos cambios en el formato de la competición:
- Los tres últimos clasificados descenderán directamente a LEB Plata.
- Las semifinales y la final se jugarán con el formato de Final Four, donde el ganador ascenderá a la Liga ACB.

## Equipos

### Ascensos y descensos (pretemporada)
Un total de 18 equipos componen la liga, incluidos los 14 procedentes de la temporada 2017–18, dos descendidos de la ACB 2017–18 y dos ascendidos desde LEB Plata.
Equipos descendidos de ACB Liga ACB
- RETAbet Bilbao Basket
- Real Betis Energía Plus

Equipos ascendidos de LEB Plata
- Covirán Granada
- Real Canoe NC

### Pabellones y ubicaciones
| Equipo                             | Ciudad                | Pabellón                      | Capacidad |
| ---------------------------------- | --------------------- | ----------------------------- | --------- |
| Barça Lassa B                      | San Juan Despí        | Ciutat Esportiva Joan Gamper  | 472       |
| Cáceres Patrimonio de la Humanidad | Cáceres               | Multiusos Ciudad de Cáceres   | 6,500     |
| Carramimbre CBC Valladolid         | Valladolid            | Pisuerga                      | 6,800     |
| CB Prat                            | El Prat de Llobregat  | Pavelló Joan Busquets         | 500       |
| Chocolates Trapa Palencia          | Palencia              | Pabellón Municipal            | 5,000     |
| Club Melilla Baloncesto            | Melilla               | Pabellón Javier Imbroda Ortiz | 3,800     |
| Covirán Granada                    | Granada               | Palacio de Deportes           | 7,242     |
| Iberojet Palma                     | Palma                 | Son Moix                      | 3,800     |
| ICG Força Lleida                   | Lérida                | Pavelló Barris Nord           | 6,100     |
| Levitec Huesca                     | Huesca                | Palacio Municipal de Huesca   | 4,900     |
| Leyma Coruña                       | La Coruña             | Pazo dos Deportes de Riazor   | 5,000     |
| Liberbank Oviedo Baloncesto        | Oviedo                | Polideportivo de Pumarín      | 1,500     |
| Real Betis Energía Plus            | Sevilla               | San Pablo                     | 7,626     |
| RETAbet Bilbao Basket              | Bilbao                | Bilbao Arena                  | 10,014    |
| Río Ourense Termal                 | Orense                | Pazo Paco Paz                 | 5,500     |
| Sáenz Horeca Araberri              | Vitoria               | Mendizorrotza                 | 4,000     |
| TAU Castelló                       | Castellón de la Plana | Pabellón Ciutat de Castelló   | 6,000     |
| ZTE Real Canoe NC                  | Madrid                | Polideportivo Pez Volador     | 800       |

## Liga regular

### Clasificación en la liga regular
| Pos. | Equipo                             | PJ | G  | P  | GF   | GC   | DG   | Pts | Ascenso, clasificación o descenso |
| ---- | ---------------------------------- | -- | -- | -- | ---- | ---- | ---- | --- | --------------------------------- |
| 1    | Real Betis Energía Plus            | 34 | 30 | 4  | 2795 | 2486 | +309 | 64  | Ascenso a la Liga ACB             |
| 2    | RETAbet Bilbao Basket              | 34 | 24 | 10 | 2626 | 2355 | +271 | 58  | Clasificado para los playoffs     |
| 3    | Iberojet Palma                     | 34 | 22 | 12 | 2664 | 2487 | +177 | 56  | Clasificado para los playoffs     |
| 4    | Liberbank Oviedo Baloncesto        | 34 | 22 | 12 | 2607 | 2409 | +198 | 56  | Clasificado para los playoffs     |
| 5    | Club Melilla Baloncesto            | 34 | 21 | 13 | 2536 | 2516 | +20  | 55  | Clasificado para los playoffs     |
| 6    | Carramimbre CBC Valladolid         | 34 | 20 | 14 | 2658 | 2535 | +123 | 54  | Clasificado para los playoffs     |
| 7    | Río Ourense Termal                 | 34 | 20 | 14 | 2528 | 2416 | +112 | 54  | Clasificado para los playoffs     |
| 8    | Covirán Granada                    | 34 | 20 | 14 | 2540 | 2421 | +119 | 54  | Clasificado para los playoffs     |
| 9    | Chocolates Trapa Palencia          | 34 | 19 | 15 | 2683 | 2690 | −7   | 53  | Clasificado para los playoffs     |
| 10   | Levitec Huesca                     | 34 | 18 | 16 | 2596 | 2576 | +20  | 52  |                                   |
| 11   | ICG Força Lleida                   | 34 | 16 | 18 | 2498 | 2476 | +22  | 50  |                                   |
| 12   | Leyma Coruña                       | 34 | 14 | 20 | 2596 | 2638 | −42  | 48  |                                   |
| 13   | TAU Castelló                       | 34 | 13 | 21 | 2568 | 2645 | −77  | 47  |                                   |
| 14   | Cáceres Patrimonio de la Humanidad | 34 | 11 | 23 | 2388 | 2567 | −179 | 45  |                                   |
| 15   | ZTE Real Canoe NC                  | 34 | 11 | 23 | 2321 | 2648 | −327 | 45  |                                   |
| 16   | CB Prat                            | 34 | 9  | 25 | 2420 | 2724 | −304 | 43  | Descenso a la LEB Plata           |
| 17   | Barça Lassa B                      | 34 | 9  | 25 | 2384 | 2534 | −150 | 43  | Descenso a la LEB Plata           |
| 18   | Sáenz Horeca Araberri              | 34 | 7  | 27 | 2516 | 2801 | −285 | 41  | Descenso a la LEB Plata           |

 Fuente: FEB

### Evolución en la clasificación
La tabla lista la clasificación después de la conclusión de cada jornada. Para preservar la evolución cronológica de cada jornada, cualquier partido aplazado no es incluido en la jornada en qué era originalmente planificado, sino que son añadidos a la jornada siguiente inmediatamente después a la que fueron jugados. Por ejemplo, si un partido está planificado para la jornada 13, pero entonces es aplazado y jugado entre jornadas 16 y 17, será añadido en la jornada 16.
| Equipo ╲ Jornada        | 1                       | 2  | 3  | 4  | 5  | 6  | 7  | 8  | 9  | 10 | 11 | 12 | 13 | 14 | 15 | 16 | 17 | 18 | 19 | 20 | 21 | 22 | 23 | 24 | 25 | 26 | 27 | 28 | 29 | 30 | 31 | 32 | 33 | 34 |   |
| ----------------------- | ----------------------- | -- | -- | -- | -- | -- | -- | -- | -- | -- | -- | -- | -- | -- | -- | -- | -- | -- | -- | -- | -- | -- | -- | -- | -- | -- | -- | -- | -- | -- | -- | -- | -- | -- | - |
| Equipo ╲ Jornada        | Real Betis Energía Plus | 16 | 8  | 13 | 9  | 7  | 6  | 6  | 5  | 3  | 1  | 1  | 1  | 1  | 1  | 1  | 1  | 1  | 1  | 1  | 1  | 1  | 1  | 1  | 1  | 1  | 1  | 1  | 1  | 1  | 1  | 1  | 1  | 1  | 1 |
| RETAbet Bilbao Basket   | 5                       | 4  | 1  | 5  | 5  | 3  | 5  | 4  | 4  | 4  | 3  | 5  | 4  | 3  | 2  | 2  | 2  | 3  | 3  | 3  | 2  | 2  | 2  | 2  | 4  | 3  | 2  | 3  | 2  | 2  | 2  | 2  | 2  | 2  |   |
| Iberojet Palma          | 18                      | 9  | 7  | 10 | 12 | 13 | 11 | 13 | 11 | 9  | 8  | 10 | 11 | 11 | 10 | 11 | 11 | 11 | 11 | 10 | 11 | 10 | 10 | 10 | 9  | 9  | 8  | 8  | 6  | 4  | 4  | 4  | 3  | 3  |   |
| Liberbank Oviedo        | 14                      | 6  | 11 | 8  | 11 | 9  | 7  | 6  | 7  | 6  | 6  | 3  | 6  | 6  | 6  | 5  | 5  | 4  | 2  | 2  | 6  | 6  | 4  | 4  | 3  | 2  | 3  | 2  | 3  | 3  | 3  | 3  | 4  | 4  |   |
| Club Melilla Baloncesto | 9                       | 3  | 8  | 12 | 9  | 7  | 9  | 10 | 10 | 8  | 10 | 7  | 7  | 8  | 7  | 6  | 8  | 8  | 5  | 6  | 4  | 3  | 3  | 3  | 2  | 5  | 4  | 4  | 5  | 6  | 6  | 7  | 6  | 5  |   |
| Carramimbre Valladolid  | 13                      | 7  | 6  | 4  | 2  | 5  | 4  | 7  | 8  | 10 | 9  | 11 | 8  | 9  | 11 | 10 | 10 | 9  | 9  | 9  | 9  | 9  | 9  | 8  | 8  | 8  | 10 | 9  | 9  | 8  | 9  | 9  | 7  | 6  |   |
| Río Ourense Termal      | 11                      | 5  | 4  | 7  | 6  | 8  | 12 | 9  | 6  | 11 | 11 | 8  | 10 | 10 | 9  | 9  | 7  | 7  | 7  | 7  | 5  | 7  | 7  | 6  | 5  | 4  | 6  | 6  | 4  | 5  | 5  | 6  | 5  | 7  |   |
| Covirán Granada         | 7                       | 13 | 10 | 3  | 8  | 10 | 8  | 8  | 9  | 7  | 7  | 9  | 9  | 7  | 8  | 8  | 6  | 5  | 6  | 5  | 3  | 5  | 5  | 5  | 7  | 6  | 5  | 5  | 7  | 9  | 7  | 5  | 9  | 8  |   |
| Trapa Palencia          | 2                       | 2  | 2  | 1  | 3  | 2  | 2  | 1  | 5  | 5  | 4  | 2  | 2  | 2  | 4  | 4  | 4  | 6  | 8  | 8  | 8  | 8  | 6  | 7  | 6  | 7  | 7  | 7  | 8  | 7  | 8  | 8  | 8  | 9  |   |
| Levitec Huesca          | 3                       | 14 | 9  | 6  | 4  | 4  | 3  | 2  | 2  | 3  | 5  | 6  | 5  | 4  | 3  | 3  | 3  | 2  | 4  | 4  | 7  | 4  | 8  | 9  | 10 | 10 | 9  | 10 | 10 | 10 | 10 | 10 | 10 | 10 |   |
| ICG Força Lleida        | 1                       | 1  | 3  | 2  | 1  | 1  | 1  | 3  | 1  | 2  | 2  | 4  | 3  | 5  | 5  | 7  | 9  | 10 | 10 | 11 | 10 | 11 | 11 | 11 | 11 | 11 | 11 | 11 | 11 | 11 | 11 | 11 | 11 | 11 |   |
| Leyma Coruña            | 6                       | 11 | 12 | 14 | 15 | 16 | 16 | 17 | 17 | 17 | 17 | 17 | 16 | 13 | 13 | 13 | 12 | 13 | 13 | 13 | 12 | 12 | 12 | 12 | 13 | 13 | 13 | 13 | 13 | 13 | 13 | 13 | 12 | 12 |   |
| TAU Castelló            | 4                       | 10 | 5  | 11 | 13 | 14 | 14 | 14 | 14 | 15 | 15 | 14 | 14 | 15 | 16 | 16 | 17 | 17 | 17 | 14 | 14 | 14 | 14 | 15 | 12 | 12 | 12 | 12 | 12 | 12 | 12 | 12 | 13 | 13 |   |
| Cáceres P. Humanidad    | 8                       | 12 | 15 | 16 | 17 | 15 | 15 | 16 | 16 | 16 | 16 | 15 | 17 | 17 | 17 | 17 | 16 | 14 | 14 | 15 | 15 | 16 | 17 | 17 | 17 | 16 | 17 | 17 | 16 | 15 | 15 | 15 | 15 | 14 |   |
| ZTE Real Canoe NC       | 17                      | 18 | 14 | 17 | 14 | 11 | 13 | 11 | 12 | 12 | 13 | 12 | 12 | 12 | 12 | 12 | 13 | 12 | 12 | 12 | 13 | 13 | 13 | 13 | 14 | 14 | 14 | 14 | 14 | 14 | 14 | 14 | 14 | 15 |   |
| CB Prat                 | 15                      | 17 | 18 | 15 | 16 | 18 | 18 | 18 | 18 | 18 | 18 | 18 | 18 | 18 | 18 | 18 | 18 | 18 | 18 | 18 | 18 | 18 | 18 | 18 | 18 | 18 | 16 | 16 | 18 | 17 | 17 | 17 | 16 | 16 |   |
| Barça Lassa B           | 12                      | 15 | 17 | 13 | 10 | 12 | 10 | 12 | 13 | 14 | 14 | 16 | 15 | 16 | 15 | 15 | 14 | 16 | 15 | 16 | 16 | 17 | 15 | 14 | 15 | 15 | 15 | 15 | 15 | 16 | 16 | 16 | 17 | 17 |   |
| Sáenz Horeca Araberri   | 10                      | 16 | 16 | 18 | 18 | 17 | 17 | 15 | 15 | 13 | 12 | 13 | 13 | 14 | 14 | 14 | 15 | 15 | 16 | 17 | 17 | 15 | 16 | 16 | 16 | 17 | 18 | 18 | 17 | 18 | 18 | 18 | 18 | 18 |   |

### Resultados
| Local \ Visitante       | BAR    | CAC   | VLL    | PRA   | PAL    | MEL     | GRA   | PLM    | FLL   | HUE   | COR   | OVI   | BET   | BLB   | COB   | ARA    | CAS    | CAN   |
| ----------------------- | ------ | ----- | ------ | ----- | ------ | ------- | ----- | ------ | ----- | ----- | ----- | ----- | ----- | ----- | ----- | ------ | ------ | ----- |
| Barça Lassa B           | —      | 64–68 | 65–69  | 75–81 | 81–63  | 60–78   | 78–60 | 72–84  | 71–74 | 77–60 | 65–88 | 60–63 | 73–82 | 76–84 | 63–76 | 72–71  | 57–62  | 64–61 |
| Cáceres P. Humanidad    | 70–49  | —     | 66–74  | 87–74 | 85–87  | 60–71   | 85–79 | 80–75  | 58–69 | 68–75 | 84–80 | 57–70 | 72–77 | 74–76 | 80–83 | 77–64  | 81–86  | 65–63 |
| Carramimbre Valladolid  | 66–71  | 75–71 | —      | 95–73 | 76–80  | 70–76   | 80–70 | 80–76  | 79–58 | 84–50 | 75–65 | 79–85 | 74–67 | 79–64 | 66–72 | 91–79  | 70–56  | 96–79 |
| CB Prat                 | 70–66  | 95–66 | 73–71  | —     | 55–98  | 73–77   | 61–76 | 85–83  | 65–82 | 56–83 | 76–66 | 79–78 | 88–90 | 66–73 | 67–88 | 75–88  | 72–82  | 72–75 |
| Trapa Palencia          | 86–83  | 70–76 | 101–97 | 64–63 | —      | 76–84   | 76–79 | 87–95  | 81–77 | 77–76 | 93–84 | 66–84 | 66–76 | 78–71 | 76–88 | 92–87  | 84–59  | 94–96 |
| Club Melilla Baloncesto | 63–95  | 78–76 | 79–72  | 72–88 | 77–74  | —       | 67–53 | 75–63  | 83–72 | 69–79 | 67–70 | 74–69 | 72–77 | 63–76 | 69–63 | 77–82  | 82–72  | 82–59 |
| Covirán Granada         | 73–53  | 67–64 | 64–74  | 85–54 | 73–60  | 76–85   | —     | 82–84  | 79–63 | 87–64 | 93–59 | 70–73 | 60–81 | 72–70 | 68–64 | 86–59  | 70–59  | 87–60 |
| Iberojet Palma          | 83–76  | 82–74 | 84–87  | 99–70 | 82–70  | 79–65   | 60–78 | —      | 85–57 | 78–58 | 84–72 | 65–51 | 92–58 | 67–45 | 77–72 | 71–79  | 71–87* | 96–74 |
| ICG Força Lleida        | 67–66  | 93–70 | 68–72  | 80–58 | 90–80  | 67–66   | 78–70 | 86–66  | —     | 85–89 | 88–90 | 67–70 | 84–86 | 70–75 | 61–70 | 68–52  | 88–82  | 73–55 |
| Levitec Huesca          | 74–65  | 86–59 | 73–74  | 97–86 | 68–79  | 87–88   | 89–82 | 64–70  | 74–77 | —     | 83–78 | 68–66 | 92–84 | 61–74 | 79–74 | 105–68 | 95–84  | 94–66 |
| Leyma Coruña            | 58–49  | 68–55 | 95–90  | 85–67 | 95–109 | 72–76   | 73–80 | 76–79  | 73–61 | 86–74 | —     | 98–76 | 70–78 | 64–74 | 63–78 | 96–82  | 83–84  | 85–59 |
| Liberbank Oviedo        | 103–63 | 82–62 | 78–68  | 81–71 | 81–83  | 75–78   | 76–56 | 72–66  | 83–68 | 73–58 | 80–70 | —     | 84–90 | 77–82 | 78–81 | 71–63  | 95–70  | 78–56 |
| Real Betis Energía Plus | 81–58  | 80–71 | 88–83  | 78–63 | 94–69  | 85–64   | 93–80 | 82–77  | 77–68 | 84–65 | 96–88 | 85–69 | —     | 70–64 | 82–74 | 94–82  | 78–63  | 99–68 |
| RETAbet Bilbao Basket   | 82–85  | 82–53 | 84–77  | 93–75 | 88–59  | 62–59   | 93–68 | 77–71  | 81–70 | 69–76 | 87–59 | 72–81 | 98–68 | —     | 73–60 | 76–77  | 87–78  | 93–62 |
| Río Ourense Termal      | 76–69  | 85–73 | 81–75  | 74–59 | 52–55  | 68–60   | 80–83 | 54–66  | 62–70 | 78–62 | 96–75 | 67–74 | 65–94 | 70–82 | —     | 65–58  | 72–82  | 71–50 |
| Sáenz Horeca Araberri   | 81–96  | 67–68 | 78–82  | 62–71 | 82–94  | 109–111 | 84–89 | 76–79  | 73–89 | 81–87 | 76–82 | 74–72 | 55–81 | 52–76 | 85–94 | —      | 80–78  | 69–92 |
| TAU Castelló            | 85–81  | 84–60 | 83–94  | 78–71 | 66–72  | 73–81   | 69–78 | 99–100 | 70–66 | 79–82 | 59–72 | 84–89 | 69–74 | 74–62 | 80–85 | 79–66  | —      | 88–75 |
| ZTE Real Canoe NC       | 92–86  | 57–73 | 83–64  | 77–68 | 70–84  | 84–68   | 53–66 | 67–75  | 65–64 | 71–69 | 65–58 | 59–70 | 66–86 | 64–81 | 62–90 | 64–75  | 72–65  | —     |

*Partido parcialmente repetido debido a un error en la anotación del encuentro. TAU Castelló retuvo la victoria.

## Playoffs
|  | Cuartos de final          | Cuartos de final          | Cuartos de final          | Cuartos de final          | Cuartos de final          | Cuartos de final          |                         |                         | Semifinales             | Semifinales             | Semifinales             | Semifinales | Semifinales | Semifinales |  |  | Final | Final | Final | Final | Final | Final |
|  |                           |                           |                           |                           |                           |                           |                         |                         |                         |                         |                         |             |             |             |  |  |       |       |       |       |       |       |
|  |                           |                           |                           |                           |                           |                           |                         |                         |                         |                         |                         |             |             |             |  |  |       |       |       |       |       |       |
|  |                           |                           |                           |                           |                           |                           |                         |                         |                         |                         |                         |             |             |             |  |  |       |       |       |       |       |       |
|  | 2 RETAbet Bilbao Basket   | 93                        | 77                        | 87                        | 57                        | 79                        |                         |                         |                         |                         |                         |             |             |             |  |  |       |       |       |       |       |       |
|  | 2 RETAbet Bilbao Basket   | 93                        | 77                        | 87                        | 57                        | 79                        |                         |                         |                         |                         |                         |             |             |             |  |  |       |       |       |       |       |       |
|  | 9 Choc. Trapa Palencia    | 73                        | 86                        | 81                        | 61                        | 61                        |                         |                         |                         |                         |                         |             |             |             |  |  |       |       |       |       |       |       |
|  | 9 Choc. Trapa Palencia    | 73                        | 86                        | 81                        | 61                        | 61                        | 2 RETAbet Bilbao Basket | 2 RETAbet Bilbao Basket | 2 RETAbet Bilbao Basket | 2 RETAbet Bilbao Basket | 2 RETAbet Bilbao Basket | 75          |             |             |  |  |       |       |       |       |       |       |
|  |                           |                           |                           |                           |                           |                           | 2 RETAbet Bilbao Basket | 2 RETAbet Bilbao Basket | 2 RETAbet Bilbao Basket | 2 RETAbet Bilbao Basket | 2 RETAbet Bilbao Basket | 75          |             |             |  |  |       |       |       |       |       |       |
|  |                           | 5 Club Melilla Baloncesto | 5 Club Melilla Baloncesto | 5 Club Melilla Baloncesto | 5 Club Melilla Baloncesto | 5 Club Melilla Baloncesto | 68                      |                         |                         |                         |                         |             |             |             |  |  |       |       |       |       |       |       |
|  | 5 Club Melilla Baloncesto | 5 Club Melilla Baloncesto | 5 Club Melilla Baloncesto | 5 Club Melilla Baloncesto | 5 Club Melilla Baloncesto | 5 Club Melilla Baloncesto | 68                      | 76                      | 76                      | 64                      | 76                      | 77          |             |             |  |  |       |       |       |       |       |       |
|  | 5 Club Melilla Baloncesto |                           |                           |                           |                           |                           |                         | 76                      | 76                      | 64                      | 76                      | 77          |             |             |  |  |       |       |       |       |       |       |
|  | 6 Carramimbre Valladolid  | 78                        | 70                        | 85                        | 72                        | 71                        |                         |                         |                         |                         |                         |             |             |             |  |  |       |       |       |       |       |       |
|  | 6 Carramimbre Valladolid  | 78                        | 70                        | 85                        | 72                        | 71                        | 2 RETAbet Bilbao Basket | 2 RETAbet Bilbao Basket | 2 RETAbet Bilbao Basket | 2 RETAbet Bilbao Basket | 2 RETAbet Bilbao Basket | 62          |             |             |  |  |       |       |       |       |       |       |
|  |                           |                           |                           |                           |                           |                           | 2 RETAbet Bilbao Basket | 2 RETAbet Bilbao Basket | 2 RETAbet Bilbao Basket | 2 RETAbet Bilbao Basket | 2 RETAbet Bilbao Basket | 62          |             |             |  |  |       |       |       |       |       |       |
|  |                           | 3 Iberojet Palma          | 3 Iberojet Palma          | 3 Iberojet Palma          | 3 Iberojet Palma          | 3 Iberojet Palma          | 55                      |                         |                         |                         |                         |             |             |             |  |  |       |       |       |       |       |       |
|  | 3 Iberojet Palma          | 3 Iberojet Palma          | 3 Iberojet Palma          | 3 Iberojet Palma          | 3 Iberojet Palma          | 3 Iberojet Palma          | 55                      | 73                      | 83                      | 63                      | 71                      | 76          |             |             |  |  |       |       |       |       |       |       |
|  | 3 Iberojet Palma          |                           |                           |                           |                           |                           |                         | 73                      | 83                      | 63                      | 71                      | 76          |             |             |  |  |       |       |       |       |       |       |
|  | 8 Covirán Granada         | 69                        | 88                        | 62                        | 83                        | 75                        |                         |                         |                         |                         |                         |             |             |             |  |  |       |       |       |       |       |       |
|  | 8 Covirán Granada         | 69                        | 88                        | 62                        | 83                        | 75                        | 3 Iberojet Palma        | 3 Iberojet Palma        | 3 Iberojet Palma        | 3 Iberojet Palma        | 3 Iberojet Palma        | 77          |             |             |  |  |       |       |       |       |       |       |
|  |                           |                           |                           |                           |                           |                           | 3 Iberojet Palma        | 3 Iberojet Palma        | 3 Iberojet Palma        | 3 Iberojet Palma        | 3 Iberojet Palma        | 77          |             |             |  |  |       |       |       |       |       |       |
|  |                           | 7 Río Ourense Termal      | 7 Río Ourense Termal      | 7 Río Ourense Termal      | 7 Río Ourense Termal      | 7 Río Ourense Termal      | 61                      |                         |                         |                         |                         |             |             |             |  |  |       |       |       |       |       |       |
|  | 4 Liberbank Oviedo        | 4 Liberbank Oviedo        | 4 Liberbank Oviedo        | 7 Río Ourense Termal      | 7 Río Ourense Termal      | 7 Río Ourense Termal      | 61                      | 76                      | 71                      | 75                      |                         |             |             |             |  |  |       |       |       |       |       |       |
|  | 4 Liberbank Oviedo        | 4 Liberbank Oviedo        | 4 Liberbank Oviedo        |                           |                           |                           |                         |                         |                         | 75                      |                         |             |             |             |  |  |       |       |       |       |       |       |
|  | 7 Río Ourense Termal      | 7 Río Ourense Termal      | 7 Río Ourense Termal      | 80                        | 76                        | 77                        |                         |                         |                         |                         |                         |             |             |             |  |  |       |       |       |       |       |       |
|  | 7 Río Ourense Termal      | 7 Río Ourense Termal      | 7 Río Ourense Termal      | 80                        | 76                        | 77                        |                         |                         |                         |                         |                         |             |             |             |  |  |       |       |       |       |       |       |

## Estadísticas
Hasta el 12 de mayo de 2019.
| Rank | Nombre          | Equipo                | Part. | Pts. | PPP  |
| ---- | --------------- | --------------------- | ----- | ---- | ---- |
| 1    | Junior Robinson | Sáenz Horeca Araberri | 34    | 673  | 19.8 |
| 2    | Steve Vasturia  | Trapa Palencia        | 34    | 550  | 16.2 |
| 3    | Tyson Pérez     | ZTE Real Canoe NC     | 26    | 415  | 16.0 |
| 4    | Aleix Font      | Barça Lassa B         | 34    | 516  | 15.2 |
| 5    | Jhornan Zamora  | Río Ourense Termal    | 32    | 472  | 14.7 |

| Rank | Nombre           | Equipo                | Part. | Asist. | APP |
| ---- | ---------------- | --------------------- | ----- | ------ | --- |
| 1    | Óscar Alvarado   | CBC Valladolid        | 34    | 210    | 6.2 |
| 2    | Pepo Vidal       | Río Ourense Termal    | 30    | 167    | 5.6 |
| 3    | Javi Salgado     | RETAbet Bilbao Basket | 34    | 186    | 5.5 |
| 4    | Pol Figueras     | Barça Lassa B         | 34    | 160    | 4.7 |
| 5    | Thomas Schreiner | RETAbet Bilbao Basket | 33    | 147    | 4.4 |

| Rank | Nombre           | Equipo             | Part. | Rebs. | RPP  |
| ---- | ---------------- | ------------------ | ----- | ----- | ---- |
| 1    | Tyson Pérez      | ZTE Real Canoe NC  | 26    | 276   | 10.6 |
| 2    | Juan José García | TAU Castelló       | 29    | 236   | 8.1  |
| 3    | Dāvis Rozītis    | Río Ourense Termal | 34    | 273   | 8.0  |
| 4    | Fran Guerra      | Iberojet Palma     | 32    | 245   | 7.4  |
| 5    | Óliver Arteaga   | Liberbank Oviedo   | 34    | 247   | 7.3  |

| Rank | Nombre           | Equipo            | Part. | Val. | VPP  |
| ---- | ---------------- | ----------------- | ----- | ---- | ---- |
| 1    | Tyson Pérez      | ZTE Real Canoe NC | 26    | 532  | 20.5 |
| 2    | Fran Guerra      | Iberojet Palma    | 32    | 620  | 19.4 |
| 3    | Óliver Arteaga   | Liberbank Oviedo  | 34    | 657  | 19.3 |
| 4    | Juan José García | TAU Castelló      | 29    | 537  | 18.5 |
| 5    | Steve Vasturia   | Trapa Palencia    | 34    | 589  | 17.3 |

## Galardones

### Jugador de la jornada
| Jornada | Jugador                 | Equipo                             | Val. |
| ------- | ----------------------- | ---------------------------------- | ---- |
| 1       | Junior Robinson         | Sáenz Horeca Araberri              | 47   |
| 2       | Juan José García        | TAU Castelló                       | 34   |
| 3       | Josep Pérez             | Covirán Granada                    | 34   |
| 4       | Aleix Font              | Barça Lassa B                      | 37   |
| 5       | Chema Gil               | ZTE Real Canoe NC                  | 28   |
| 6       | Tyson Pérez             | ZTE Real Canoe NC                  | 40   |
| 7       | Urko Otegui             | Chocolates Trapa Palencia          | 35   |
| 8       | Steve Vasturia          | Chocolates Trapa Palencia          | 42   |
| 9       | Joan Faner              | TAU Castelló                       | 31   |
| 10      | Víctor Serrano          | Cáceres Patrimonio de la Humanidad | 32   |
| 11      | Tyson Pérez (2)         | ZTE Real Canoe NC                  | 27   |
| 11      | Leo Demetrio            | RETAbet Bilbao Basket              | 27   |
| 12      | Óliver Arteaga          | Liberbank Oviedo Baloncesto        | 33   |
| 13      | Dani García             | Levitec Huesca                     | 30   |
| 14      | Tyson Pérez (3)         | ZTE Real Canoe NC                  | 35   |
| 15      | Ben Lammers             | RETAbet Bilbao Basket              | 33   |
| 16      | Mathieu Kamba           | Sáenz Horeca Araberri              | 31   |
| 17      | Sergi Pino              | Leyma Coruña                       | 35   |
| 18      | Txemi Urtasun           | Club Melilla Baloncesto            | 32   |
| 19      | Eric Stutz              | ICG Força Lleida                   | 28   |
| 20      | Juan José García (2)    | TAU Castelló                       | 32   |
| 21      | Mirza Bulić             | Leyma Coruña                       | 42   |
| 22      | Sergi Martínez          | Barça Lassa B                      | 26   |
| 23      | Dan Trist               | Cáceres Patrimonio de la Humanidad | 38   |
| 24      | Moussa Kone             | Chocolates Trapa Palencia          | 35   |
| 25      | Juan José García (3)    | TAU Castelló                       | 29   |
| 26      | Carlos Corts            | Covirán Granada                    | 26   |
| 27      | Marc Blanch             | CB Prat                            | 31   |
| 28      | Ben Lammers (2)         | RETAbet Bilbao Basket              | 39   |
| 29      | Dāvis Rozītis           | Río Ourense Termal                 | 32   |
| 30      | Fran Guerra             | Iberojet Palma                     | 26   |
| 30      | Urko Otegui (2)         | Chocolates Trapa Palencia          | 26   |
| 31      | Juan José García (4)    | TAU Castelló                       | 31   |
| 32      | Jeff Xavier             | Leyma Coruña                       | 28   |
| 32      | Sergio de la Fuente     | Carramimbre CBC Valladolid         | 28   |
| 33      | Rauno Nurger            | Levitec Huesca                     | 28   |
| 34      | Junior Robinson (2)     | Sáenz Horeca Araberri              | 38   |
| Q1      | Álex Reyes              | Carramimbre CBC Valladolid         | 28   |
| Q2      | Caleb Agada             | Club Melilla Baloncesto            | 34   |
| Q3      | Sergio de la Fuente (2) | Carramimbre CBC Valladolid         | 30   |

Fuente: FEB